# Giovanni Fiore da Cropani

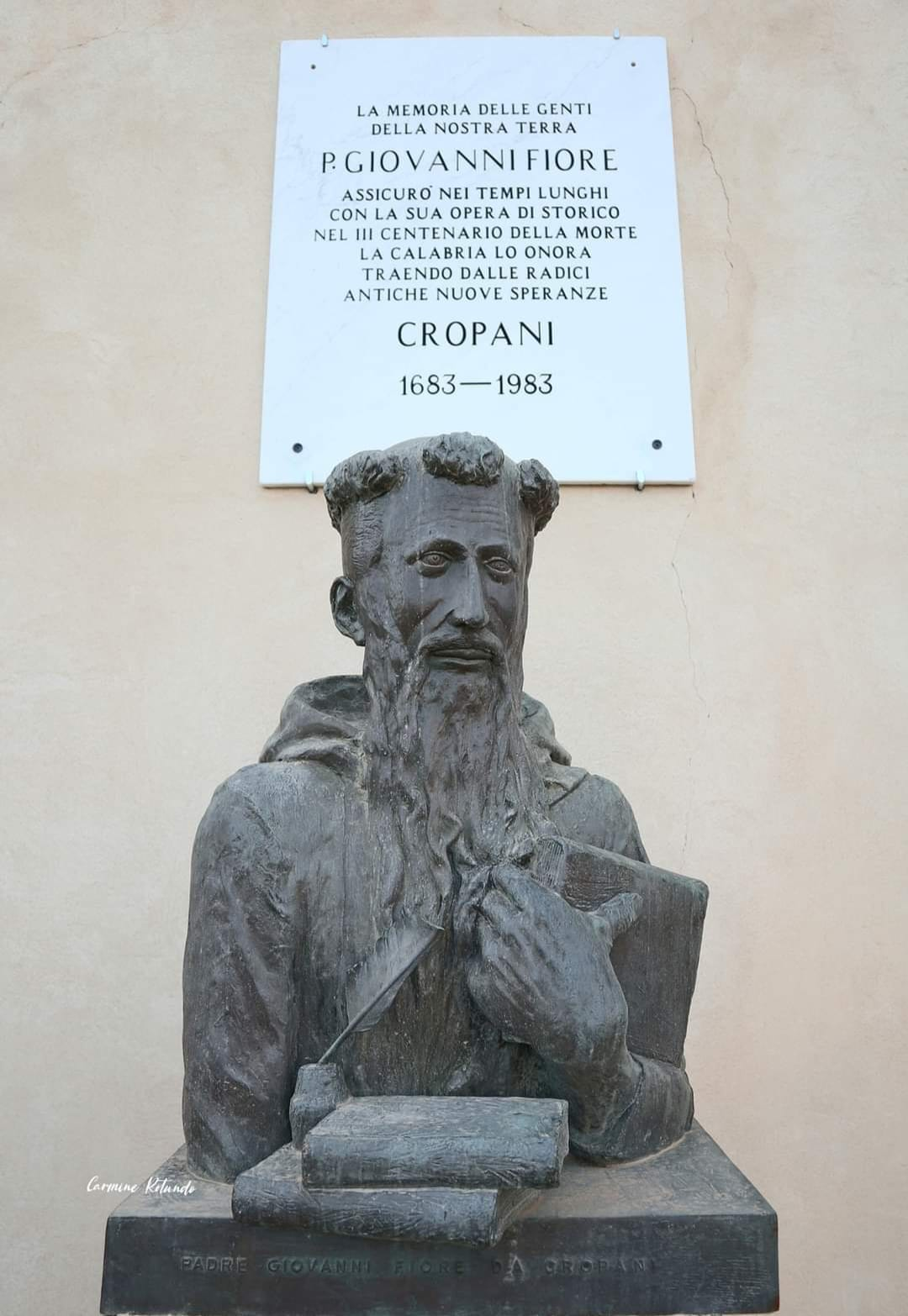
Busto di Padre Giovanni Fiore a Cropani (CZ)

(Augusto Placanica)
Giovanni Fiore (Cropani, 5 giugno 1622 – Cropani, 5 dicembre 1683) è stato uno scrittore e religioso italiano, frate dei Minori Cappuccini.

## Biografia
È considerato il massimo storico della Calabria seicentesca. 
Alla sua principale opera, Della Calabria illustrata, si deve la conoscenza di molti degli avvenimenti di quell'epoca storica riguardanti la Calabria. In questa opera raccolse ed ampliò l'armamentario erudito di temi ed argomentazioni avviata già dal secolo precedente da due conterranei che lo avevano anticipato: Gabriele Barrio (1506-1577) da Francica (VV) con l’opera De antiquitate et situ Calabriae e Girolamo Marafioti (1567-1626) da Polistena (RC) l'opera Croniche et antichità di Calabria.
Appartenne alla famiglia nobile dei Fiore che ebbe le baronie di Cropani e Simeri poi marchesato di Simeri.
Nel 1638 entra nell'Ordine dei Frati Minori Cappuccini. Nel 1645 diventa sacerdote e viene trasferito come guardiano e lettore al convento di Stilo.
Nel 1657 diventa guardiano del convento di Cropani e nel 1659 di Cutro.
Nel 1664 è nominato definitore e guardiano di Catanzaro.
Qualche anno più tardi, per scrupolosità nel 1671, fu chiamato a ricoprire la veste di Commissario Generale della Provincia di Palermo.